# Шёрфлинг-ам-Аттерзе
Шёрфлинг-ам-Аттерзе (нем. Schörfling am Attersee) — ярмарочная община (нем. Marktgemeinde) в Австрии, в федеральной земле Верхняя Австрия.
Входит в состав округа Фёклабрукк. Население составляет 3165 человек (на 15 мая 2001 года). Занимает площадь 23 км². Официальный код — 41737.

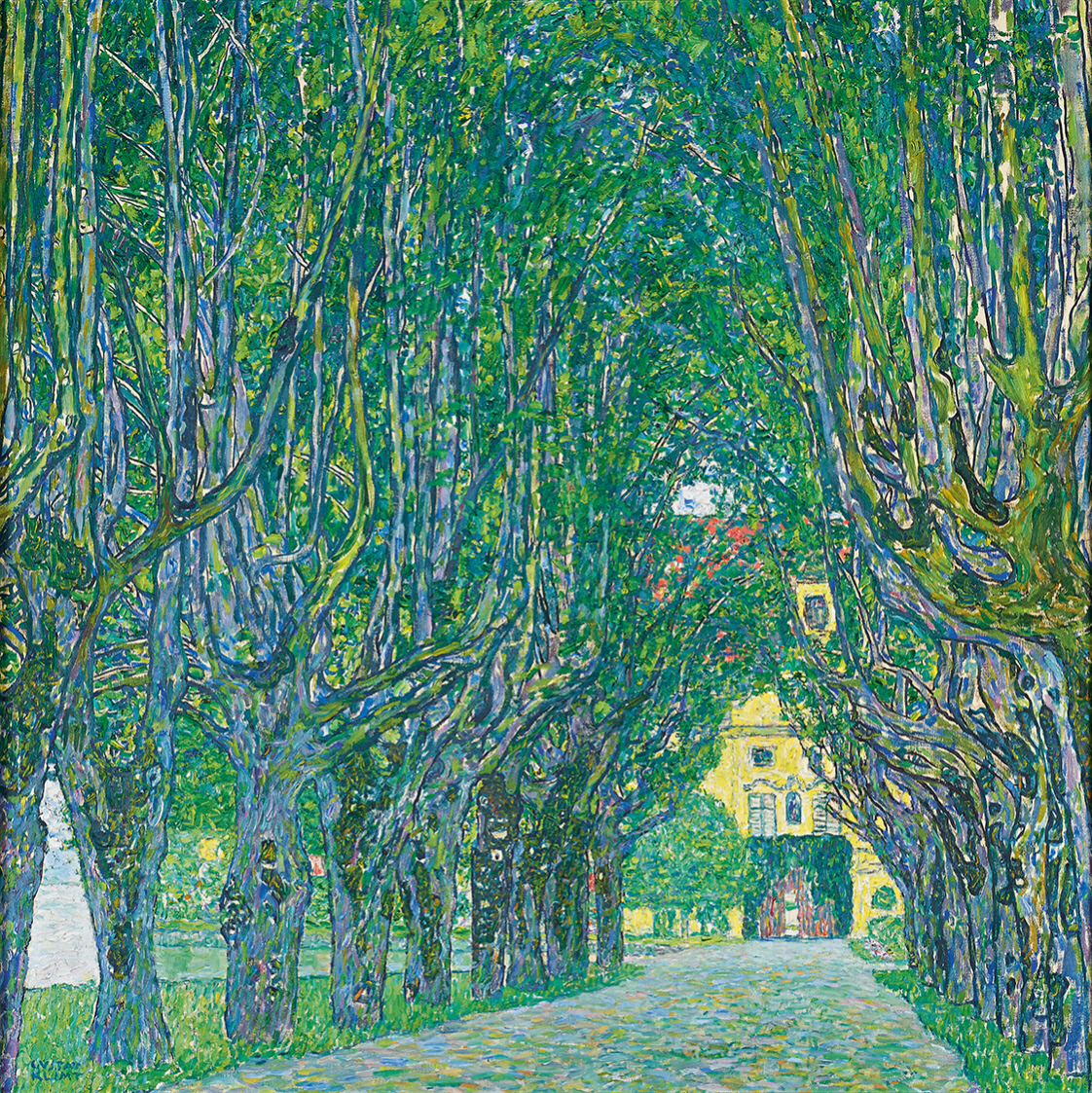
Густав Климт. Аллея к замку Каммер. Галерея Бельведер. 1912

## Политическая ситуация
Бургомистр общины — Герхард Грюндль (СДПА) по результатам выборов 2003 года.
Совет представителей общины (нем. Gemeinderat) состоит из 25 мест.
- СДПА занимает 13 мест.
- АНП занимает 9 мест.
- АПС занимает 3 места.